# Mairia
Mairia é um género botânico pertencente à família Asteraceae.

## Espécies
- Mairia coriacea Bolus
- Mairia crenata (Thunb.) Nees
- Mairia hirsuta DC.